# 香港會計師公會

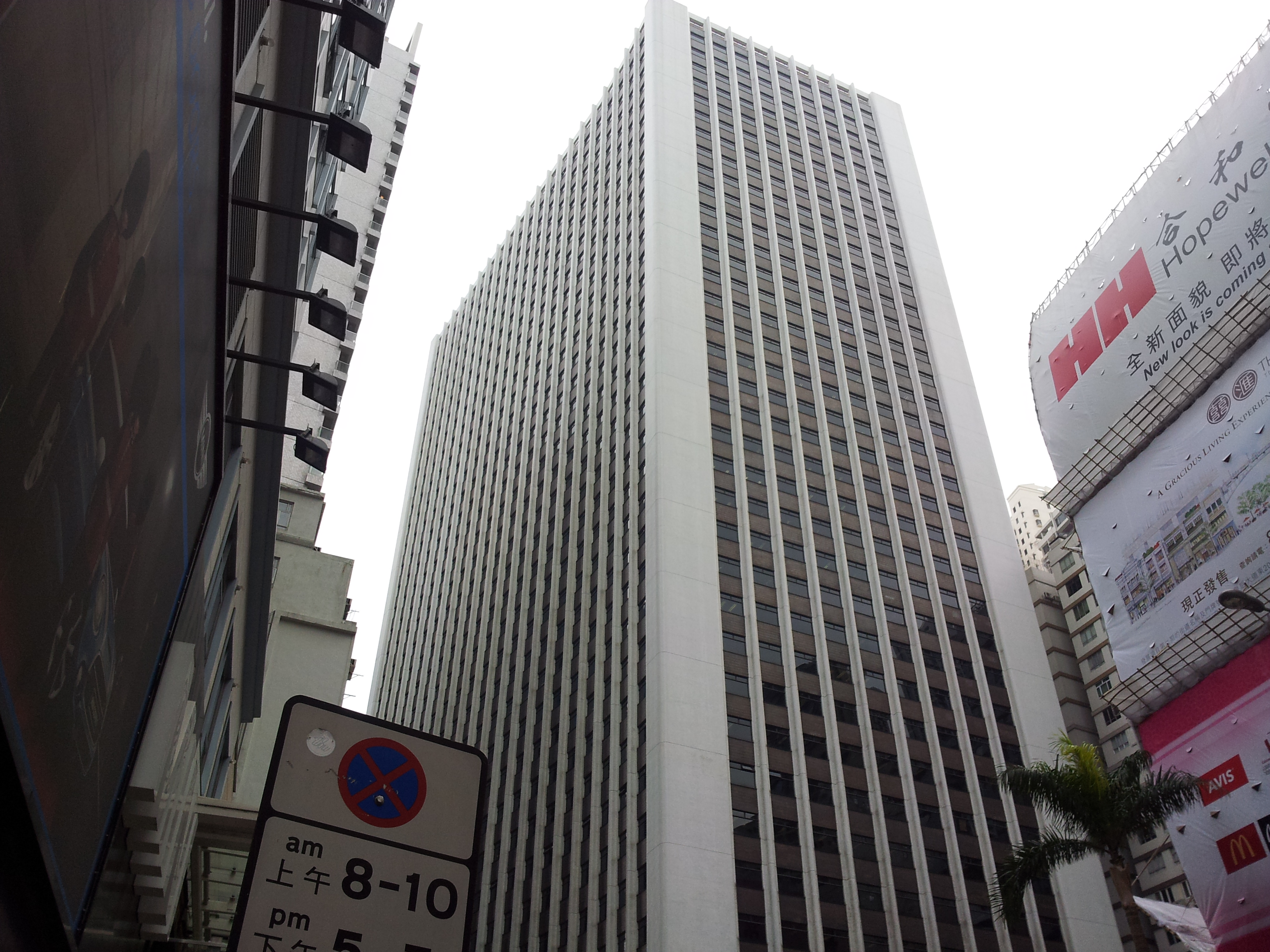
香港會計師公會辦事處位於灣仔胡忠大廈

香港會計師公會（英語：Hong Kong Institute of Certified Public Accountants，簡稱或；前稱，簡稱，2004年9月8日起改為現名）是根據香港《專業會計師條例》第50章，於1973年1月1日成立。它在2022年10月1日前是香港唯一法定專業會計師註冊組織，專責監管、培訓及發展香港的會計專業。截至目前，已經擁有超過40,000名會員。
香港會計師公會以「成功關鍵，成就共見」（英語：The Success Ingredient）為口號。它的月刊命名為《A Plus》，便是象徵其會員會計師在商界和社會上發揮成功關鍵的功能。
香港會計師公會與世界主要資本市場的11個專業會計組織是全球會計聯盟的創會成員。其目的為共同推動優質會計服務，並與各地監管機構、政府及關連人士就國際重要議題共同合作。
現任香港會計師公會會長是歐振興先生，羅卓堅先生及李舜兒女士為該會副會長，行政總裁是陳詠新女士。

## 主要工作範疇
- 處理會計師註冊及頒發執業證書
- 監管會員的專業操守及水平
- 制訂專業操守指引、會計準則及核數準則
- 舉辦專業資格課程，確保會計師的入職質素
- 為會員提供持續進修及其他服務
- 於本港及海外推動會計專業的發展

2021年10月，香港立法會通過《2021年財務匯報局 （修訂）條例》，財務匯報局將更名為會計及財務匯報局，並會獲得包括向會計師發出執業證書等權力，取代現時香港會計師公會部份職權。

## 會員資格
分為「會計師」（專業簡寫CPA，Certified Public Accountant）及「資深會計師」（專業簡寫FCPA，Fellow Certified Public Accountant），另執業會員可註有「執業」（Practising），為香港唯一法定之執業會計師資格。

## 入會資格
申請香港會計師公會會籍的人士，必須：
- 持有有效大學會計系學位或認可的資格
- 已完成公會的專業資格課程，並取得合格的學員
- 受僱於公會認可僱主或認可監督，並符合公會要求的合適實務經驗
- 具備作為會計師之良好品格，誠信及操守
- 為21歲或以上

## 爭議
- 被指較少為基層僱員爭取權益[7]。
- 合格率有下降的趨勢[8]，如及格率由以往的50%以上[9][10]下降至41%[11]，部份單元之及格率更低至20%[11]。
- 公會早年曾經拍攝宣傳短片[12]，致使其會員自嘲為舞者。

## 專業資格課程
香港會計師公會的專業資格課程（Qualification Programme，簡稱QP）以大學位為入讀資格，是在本港擔任執業會計師的最直接途徑。它是由四個單元及終期考試組成。
- 單元 A：財報匯報（Financial reporting）
- 單元 B：企業財務（Corporate financing）
- 單元 C：業務鑑證（Business Assurance）
- 單元 D：稅務（Taxation）

四個單元應考次序不限，要通過任何一個單元，考生必須完成工作坊及考試合格。通過四個單元後，才可參加終期考試。學生必須在註冊後十年內完成四個單元和終期考試。

## 國際認可
香港會計師公會與以下海外專業會計組織簽訂協議，會員享有申請此等團體的會籍及於當地執業的資格：
- 特許公認會計師公會（ACCA）
- 英格蘭及威爾斯特許會計師公會（ICAEW）
- 蘇格蘭特許會計師協會（ICAS）
- 愛爾蘭特許會計師協會（ICAI）
- 美國國際資格評審委員會（IQAB，代表美國國家會計委員會全國聯合會及美國會計師公會）
- 加拿大會計師公會（CPA Canada）
- 國際會計師公會（AIA）
- 澳洲特許會計師協會（ICAA）
- 澳洲會計師公會（CPA Australia）
- 紐西蘭特許會計師協會（NZICA）
- 南非特許會計師協會（SAICA）
- 津巴布韋特許會計師協會（ICAZ）

## 內地認可
根據《內地與香港關於建立更緊密經貿關係的安排》，香港會計師公會會員及QP課程畢業生可獲豁免中國註冊會計師全國統一考試的「會計」、「審計」、「財務成本管理」和「公司戰略與風險管理」四科試卷，是獲最多試卷豁免的專業會計組織。

## 社會服務
- 「富小子．窮小子」理財教育計劃

香港會計師公會於2005年開展「窮小子、富小子」社會責任理財教育計劃，派出專業會計師義務到訪全港中小學，透過公會出版的「美滿」兒童叢書，向中小學生灌輸正確的理財知識及價值觀，讓他們從小學習理財概念和責任。
- 免費會計輔導計劃

公眾可每周一次約晤專業會計師，向他們諮詢財務管理、稅務及其他會計有關的事項。

## 外部連結
- 香港會計師公會官方網址 （页面存档备份，存于）
- A Plus
- 專業資格課程 （页面存档备份，存于）
- 「窮小子、富小子」社會責任理財教育計劃
- 海外專業會計組織 （页面存档备份，存于）